# Picrospora selmatarcha
Picrospora selmatarcha är en fjärilsart som beskrevs av Edward Meyrick 1921. Picrospora selmatarcha ingår i släktet Picrospora och familjen säckspinnare. Inga underarter finns listade i Catalogue of Life.